# 十六歳の日記
『十六歳の日記』（じゅうろくさいのにっき）は、川端康成の短編実録小説。川端が数え年16歳（満年齢で14歳）の時、寝たきりの祖父の病状を写実的に記録した日記である。川端が少年期に書いた最も古い執筆で、実質的な川端の処女作とされている。執筆から10年後に川端の伯父の倉から発見され、川端本人による注釈や補足、あとがきが27歳（数え年）の時点で付記され作品として発表された。死を間近にひかえて日に日に弱ってゆく最後の肉親である祖父への、少年らしい愛情と死への嫌悪が描かれ、非凡な川端少年の文学者的才覚や、川端文学の原点となる表現方法の萌芽や孤独感が垣間見られる作品である。

## 発表経過
1925年（大正14年）、雑誌『文藝春秋』8月号（第3年第8号）に「十七歳の日記」、翌9月号（第3年第9号）に「続十七歳の日記」として連載された。以上が「十六歳の日記」と改題され、1927年（昭和2年）3月に金星堂より刊行の『伊豆の踊子』に収録された。この作品を収録するように勧めたのは梶井基次郎であった。
その後1948年（昭和23年）8月に新潮社より刊行の全16巻全集の『川端康成全集第2巻 温泉宿』の巻末に付された「あとがき」中で本作に言及している2章目を「あとがきの二」として、1959年（昭和34年）11月刊行の全12巻全集の『川端康成全集第1巻 伊豆の踊子』収録の際に付け加えられた。
翻訳版はJ. Martin Holman訳（英題：Diary of My Sixteenth Year）、韓国（韓題：16歳의日記）、ドイツ（独題：Tagebuch eines Sechzehnjáhrigen）、スペイン（西題：Diario de un muchacho）、中国（中題：十六歳日記）などで行われている。

## 日記の発見
日記の日付は、川端康成が中学3年生当時（数え年で16歳）の1914年（大正3年）5月4日から5月16日までとなっており、川端の祖父が死んだ5月24日（正確には25日の未明2時ごろ）の8日前で日記は止まっている。
日記が書かれた10年後、川端は伯父の倉の一隅にあった革のカバンの中から、この日記を見つけた。川端の伯父は相場の失敗から破産し、家屋敷が人手に渡ることになったため（実際には伯父・黒田秀太郎の死後のことで、従兄・秀孝の破産で家屋敷を売るはめになったためと、50歳の時点で記憶違いを訂正している）、その前に何か自分の物がないか倉を捜してみたところ、医者であった父親が往診の時に持ち歩いていた革のカバンを見つけた（鍵がかかっていた）。
また、川端は日記に書かれた内容の詳細なことを覚えていなかったとして、次のように語っている。
その後1948年（昭和23年）に全集を編集する際、古い日記帳を捜していた時に、この日記の続きの断片も発見された。そこには日付はなかったが、発表された5月16日まで以降の日の記述らしく、さらに死に近づいた日のものである。
川端は『十六歳の日記』について、〈字句の誤りを正したほかは、十六歳の時の原文そのままである。後年書き直さうにも、書き直しようがないからである〉と語り、〈私の唯一の真率な自伝であり、私には尊い記録〉としている。

## 内容・あらまし
5月4日 – 5月16日
夕方、中学校から帰宅し、「ただいま」と言っても誰の返事もない淋しさと悲しさを感じる「私」は、寝たきりの祖父と2人暮らしである。白内障で盲目の祖父は、耳も遠く寝返りも自分自身ではままならない。「私」が枕元に近づき帰宅を知らせると、祖父はさっそく、「ししやってんか。ええ」と唸る。
用足しも一人ではできない祖父のため、「私」はいやいやながら尿瓶をあてがう。排尿時に痛みを訴える祖父の苦しそうな声を聞きながら「私」は涙ぐむ。尿瓶の底に谷川の清水の音がする。今朝祖父は自分の妹宛てに「一度来てくれ」と記した葉書を私に出させた。祖父が自分の死を自覚しているのではないかと「私」は考え、祖父の蒼白い顔を、眼がぼうっとかすむまで見つめた。
「私」の家には、おみよという近所の百姓女が朝晩やって来て、家事や祖父の介護を手伝ってくれていた。おみよは、祖父がもう30日も便秘をしていることをお稲荷さんに占ってもらい、祖父の腹の中に「毛物（獣）」が憑いていると言われたことを「私」に話す。
半信半疑ながらも、「私」は倉から一剣を取り出し、祖父の寝床の上の空気を打ち振り、おみよも真面目に加勢する。中学3年にもなって、「迷信」を信じるなど阿呆らしかったが、その後お稲荷さんが病人の様子を言い当てたことが「私」には不思議でもあった。
だんだん祖父は、食事を済ませたことも忘れて「腹空いた」と言ったり、夕方なのに、「ぼん、もう学校へ行きましたか」とおみよに聞いたりとボケてきた。真夜中に「ううん、ああ、しんど」と苦しげな声がすると、「おいおい体が弱って行きますやろ」というお稲荷さんの言葉が「私」の胸の中で何度も繰り返される。
この100枚の原稿（日記）を書き終わるまで、不幸な祖父の身はどうなっているのだろうかと考える「私」は、「日記が100枚になれば祖父は助かる」という気持ちで原稿用紙を100枚用意し、せめて祖父の面影を写しておこうと日記をつけていた。
祖父の小水の世話をするのは、「私」にはとても嫌なことで苦痛である。夜中に何度も起こされ、お茶や寝返りを催促されて、つい腹を立ててしまうこともあった。朝、おみよにそのことを訴えると、祖父は昼間、おみやがなかなか来ないと、「泣いて暮らしてました」と口癖のように言うらしかった。
何人もの子や孫に先立たれ、今では盲目で耳も遠い祖父にとり、その言葉は真情なのだと「私」は考える。祖父の介護をしている時、「私」は自然に不満や厭味を言ってしまう。祖父に平謝りで詫びられ、その青白いやつれた顔を見ると、「私」は自分を恥じて自己嫌悪に陥る。それでも、おみよがもう一度夜に見に来ると祖父に言うのを聞いた時、「わしがいるから来いでもええ」ときっぱりと言えない「私」であった。
ある夜、机の引き出しを探っていると、祖父が弟子に口述させた草稿「講宅安危論」を「私」は見つけた。祖父の八卦や家相学はよく当たるという評判であったが、自分の本を出版することは叶わなかったのである。自分の一生の間に何一つ志を遂げられなかった祖父の逆境を「私」は想った。
祖父は漢方薬の心得もあり、病院で治らなかった村人の赤痢が祖父の調合した薬で治るという不思議なこともあったが、その薬を世に広めたいという願いも途中で立ち消えになった。いまだ祖父はそのことが心残りで、東京の大隈重信に頼めば何とかなると確信し、思うようにならない病身を嘆いた。そして、自分の死後に一人残される「私」の行く末を案じ、手離してしまった田んぼや山を買い戻したいと祖父は考え、焦燥している。
食事をしたことを忘れる祖父のボケ症状は相変わらず続き、「私」は呆れてしまう。皺だらけの祖父の皮膚は摘み上げると、そのまま元へ戻らない。「ううん、ううん」という苦しげな呻き声の断続は、「私」の頭の底まで響き、聞いているのも辛い。

その後日の断片
立派な医者を呼ぶ金もない上、西洋医学に不信感を持っていた祖父であったため、それまで医者を呼ばなかったが、やはり診てもらおうということになり、いよいよお常婆さんに頼んで、宿川原の医者へ走ってもらう。
もう祖父の命は、この原稿が終わるまで続かないだろうと呆然とする「私」は、祖父の死後にたった一人になるわが身の不幸を考える。お常婆さんが戻り、医者は留守だったことを告げた。2人の女と「私」は途方に暮れる。「どうしたらええやろ」。「私」は泣き出すように言う。

あとがき
初めて医者が来たのは、祖父の臨終の日だった。医者をあれほど軽蔑していた祖父だったが、医者を迎えると涙を流して感謝した。祖父が死んだのは、昭憲皇太后のご大葬の夜であった。その日の朝、「私」は学校に出席するのを迷ったが、どうしても遥拝式に参列したかった。
祖父も、「日本国民の務めやさかい」とおみよを介して「私」を送った。道を急ぐ「私」の下駄の鼻緒が切れ、いやな予感で家に引き返すが、おみよは「迷信」だと、下駄を替えさせて「私」を励ました。学校での遥拝式が終わると「私」は一里半の闇夜の道を跣足で走り戻った。その夜の12過ぎまで祖父は生きていた。
祖父の死後の8月、「私」は伯父の家に引き取られた。家屋を売る時は辛かったが、その後、学寮や下宿生活などをするようになって、家庭や家への思いは薄れていき、「私」の家の家系図も、おみよの家の仏壇に預けたままである。しかし「私」は祖父に対して悪いという思いはない。おぼろげながらも「死者の叡智と慈愛」とを信じていたから。

## 登場人物
私（川端康成）
16歳（数え年）。中学3年生。寝たきりの祖父と2人暮らし。祖父から「ぼんぼん」と呼ばれている。
祖父
75歳。白内障で盲目。耳も遠い。寝たきりなので尿瓶で用を足す。食欲はあり、海苔巻き寿司などをたくさん食べるが、30日も便秘している。津の江の村に妹がいる。大神宮さまの夢を見たと言う。よく「南無阿弥陀仏」を唱えている。
おみよ
50歳前後の百姓女。「私」の家に毎朝晩に来て、煮炊きなどの家事や祖父の介護をしてくれる。息子の嫁・お菊が子供を産んだばかり。家は貧乏な小作農だが、孫への祝いのお返しに配る「祝い餅」を30個作って足らなくなるほど祝福された。祖父はそれを聞き、我が事のように喜び、嬉し泣きする。
お常婆さん
出入りの家の老婆。おみよが来られない時に代りにやって来る。
四郎兵衛
分家の老人。分家と言っても名義上だけで、血の繋がりはない。祖父の見舞いに来る。

## 当時の川端少年の境遇

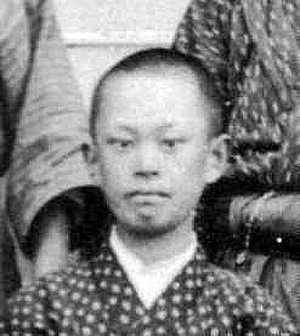
茨木中学校入学（1912年）

川端康成の父親・栄吉は、康成が2歳となる1901年（明治34年）1月17日に結核で亡くなり、母親・ゲンも、康成が3歳となる翌年1月10日に同じ病で亡くなったため、康成は祖父・三八郎と祖母・カネに引き取られ、原籍地の大阪府三島郡豊川村大字宿久庄字東村11番屋敷（現・大阪府茨木市宿久庄1丁目11-25）に移り住んでいた。
村は大阪平野の北のはずれで、東海道線の茨木駅まで行くのに1里半（約6キロメートル）ほどの距離があり、この日記が書かれた15歳当時の川端は、1里半を徒歩で毎日、府立茨木中学校（現・大阪府立茨木高等学校）に通っていた。
祖母は、康成が7歳の1906年（明治39年）9月9日に亡くなった。康成の姉・芳子は、叔母・タニ（母の妹）の婚家（秋岡家）に預けられていたが、その姉も康成が10歳の1909年（明治42年）7月21日に13歳で亡くなった。
康成は、中学1、2年ごろから小説家を志していたが、それを祖父にも伝えて許されていた。川端は、この『十六歳の日記』を書いたことを次のように述懐している。
当時の康成は「当用日記」（博文館発行）に日記を綴っていたが、祖父の容態が悪化し、上記のような動機で5月4日から特に祖父の姿を集中して写すために、茨木中学校の原稿用紙を使用してこの記録を書いた。祖父の死後、康成は大阪府西成郡豊里村大字3番745番地（現・大阪市東淀川区豊里6丁目2-25）にある母の実家・黒田家の伯父（母の兄・黒田秀太郎に引き取られていった。
10年後、この日記は注釈的文章を加えてまとめられて発表されたが、日記中の人物名は仮名にしてあり、おみよの実名は「田中おみと」、島木は「黒田」、池田は「秋岡」が実名で、分家の四郎兵衛の実名は、「三郎兵衛」で、川端松太郎（康成が中学入学の際に保証人となった人物）の父親である。なお、この日記が書いていた頃、祖父は本名の三八郎を「康壽」と改名していた。

## 祖父・三八郎と川端康成
川端康成は自身の生涯の節目節目に、繰り返し祖父・三八郎について語っており、随筆『故園』（未完）では、〈祖父は私が共に生きたと思へる、ただ一人の肉親であつた〉と書いている。また処女作の『ちよ』では、〈十六の年に、祖父は、死んでもお前の身を護るとの言葉を残して死にました〉と書いている。
川端家は代々、大阪府三島郡豊川村の庄屋で大地主であったが、祖父・三八郎は財産をほぼ無くし、一時村を出ていた。しかし息子の嫁・ゲン（康成の母）の死をきっかけに村に戻り、昔の屋敷より小ぶりな家を建てて、孫の康成を養育した。康成の姉・芳子が預けられた秋岡家（ゲンの妹の婚家）の主人・義一（当時衆議院議員）は、その時にゲンの遺した金3000円も預かり、康成と祖父母は、その仕送りのお金で生活をしていた。
作中にもあるように、三八郎は若い頃に八卦や家相学を研究し、よく当たるという評判で遠方からも見てもらいに来る人もいたという。村には先祖が建てた尼寺があり（本尊は黄檗宗で虚空蔵菩薩）、山林田畑や寺は川端名義で、尼さん達も川端の籍に入っていたが、村から一里離れた北の山寺から名高い聖僧が寺に移ることになり、それを有難がった三八郎は寺の財産や名義を手離した。寺は、豊川という金持ちにより立派に増改装されて名が変った。豊川は川端家の座敷にも新しい畳を入れてくれたという。三八郎は易学の弟子・自楽に口述筆記させた家相論の草稿「講宅安危論」を出版するために豊川に相談したこともあった。
三八郎は、茶の栽培や寒天製造などもやったが失敗し、家相を気にして建物を作り直したりするうちに、田や山を二束三文で売ってしまい、次々と財産が目減りしていったという。また易学以外には、文人画も描き、「万邦」と号していた。漢方薬の研究では「川端青龍堂」の名で官許の新漢方薬を調製・施薬などをし、その薬包紙も残っているが、広く販売するには至らなかった。なお、三八郎の借金には、孫・康成が田舎町の本屋・乕谷誠々堂で〈節季払ひ〉で買った文学書などの法外な本代もあったという。
祖父の葬儀の日、康成は多くの弔問を受けている最中に突然鼻血を出し、裸足のまま庭に飛び出し人目のない樫の木陰の庭石の上で仰向いて出血の止まるのを待った。この時のことを川端は以下のように述懐している。また、翌日の骨拾いの時にも再び鼻血が出て、あわてて帯で鼻を押さえて山へ駆けたという。前日と違い出血はなかなか止まらず、草の葉にぽとぽと落ちて黒い帯と手が血だらけとなった。
『十六歳の日記』を、〈文字通りの私の処女作である〉とする川端は、〈私は父母の命日を覚えず、弔ふ気持もないけれども、この祖父の墓だけは私の胸にある。「十六歳の日記」は、その墓碑銘であらうか〉と語っている。

## 作品評価・研究
『十六歳の日記』は、無名の少年時代に書かれた川端の最古の執筆作で実質的な処女作とされ、川端の貴重な記録の自伝であり、川端文学独特の才覚の萌芽が見られる作品とされている。また川端自身が中学2、3年ごろから作家志望であったとしていることから、この日記自体を、「小説家を志望している少年の試作」と捉える向きもある。
立原正秋は、祖父が痛みを訴えながら苦しげに、尿瓶に放尿する音を、〈しびんの底には谷川の清水の音〉と描写するところに、「醜いものを最後まで視つめ、それをかならず美に転じてしまう」という川端の姿勢が見られ、その態度は川端が晩年に至るまで変化しなかったものと解説している。
伊藤整は、川端のこういった、醜いものを美しいものに転化させてしまう特徴を最初に指摘し、その表現方法を、「残忍な直視の眼が、醜の最後まで見落とさずにゐて、その最後に行きつくまでに必ず一片の清い美しいものを掴み、その醜に復讐せずにはやまない」川端の「逞しい力」と捉えている。
そして伊藤は、「苦痛と汚れと少年の悲しみ」を描いた介護の状況の中で、〈チンチンと清らかな音がする〉、〈苦しい息も絶えさうな声と共に、しびんの底には谷川の清水の音〉と書くことは、「作者の生来のものの現われ」だとし、それは「世の常の文章道においては、大きな弱点になり得たかもしれない」が、川端はそれを「自然な構え」により棄てずに成長し、その一点から「氏にのみ特有なあの無類の真と美との交錯した地点にいたっている」と分析している。
山本健吉は、少年が祖父を介護する場面について、「祖父と十六歳の少年との交渉が、完結、的確に、一つのイメージとして造型されている」とし、〈しびんの底には谷川の清水の音〉という「一瞬別天地のイメージ」は、俳人・石田波郷の〈秋の暮溲瓶泉のこゑをなす〉という句のイメージよりも、『十六歳の日記』の方が先取りしていたと解説している。
小林秀雄は、「日記の一番優れた鑑賞者は川端康成自身」であり、川端が自身の日記から読み取った「啓示」は、「子供といふものの恐ろしさなのだ」とし、「祖父の老醜も孤独も絶望も憤懣も亦滑稽さも善良さも慈悲心も」すべて解っている孫の「真摯な子供の愛や悲しみの動くところ、人間に肝腎なもので何が看破されずにゐようか」と述べつつ、これが川端の中で「童話といふ言葉が独特な形で育つて来る土台」だと分析している。
板垣信は、『十六歳の日記』に見られる写実的な筆致を、「対象をいささかの感傷を混じえずに凝視する、川端の冷徹な眼、いわば〈末期の眼〉はすでにここに確立している」とし、また同時にそこには、哀れな祖父に対して涙ぐむ少年の感傷もあるとしている。そして板垣は、「見聞した事物をありのままに描写して対象を鮮明に形象化しようとする」、その「写生文脈の手法」には、正岡子規や高浜虚子などの写生文と通い合うものがあるのは明らかだとし、〈しびんの底には谷川の清水の音〉という一文を、「醜悪なイメージを一瞬のうちに清澄なイメージに美化してしまう、いいかえれば現実をたくみに非現実化する、川端独得の発想法や表現方法のごく早いあらわれ」と見ることもできると解説している。
川嶋至は、この『十六歳の日記』を「二十七歳の日記」だとして、「十六歳の少年の日記として読みとらせるべく巧みに演出し、見事に成功」した作品だと評して、多分にフィクションが後から加わったものではないかと考察している。これについて川端本人は、〈私にはどちらでもいいやうなことである〉としながら虚構ではないと反論している。
奥野健男は、『十六歳の日記』を、川端が少年期に書いた「貴重な生い立ちの記録であり、心情である」とし、後年自己の生活をほとんど語らなかった川端の「なま身の心」に接し得るものとしている。そして、この日記が10年後に川端本人により、伯父の倉から発見され、「あとがき」などが付されて発表されたことを説明しながら、以下のように解説している。
林武志は、寝たきりで下の始末も自らできずに死んでいった祖父を介護した少年期の体験が川端の人生に及ぼした影響を鑑み、川端に老醜を強く意識させ恐れさせた「でき得るならば思い出したくない存在」が「祖父の幻映」だったかもしれないとしながら、晩年の川端の自殺に触れて、三島由紀夫が一霊四魂を主題にした最後の長編『豊饒の海』の中で本多繁邦の老いの醜さを描いて自決した時、川端の意識に浮かんだのは「老いたる己が姿」だったと推察し、「その自覚を恐怖させた“ひと魂”の怪物は、祖父の死態であったかも知れない」としている。
そして林は、「（川端にとり）父母の死は〈夢〉に昇化し得ても、祖父の死はことごとくを見とどけたことの動かし難さがあった。死は美しいものだけではなく、祖父の死もまた死であり、事実であった」と考察し、川端作品に見られる「死に対する抽象性と具体性、あるいは相対性と絶対性」が、その文学の「核」となっていることを解説している。
江藤淳は、川端が『禽獣』を嫌い、この処女作『十六歳の日記』を生涯偏愛し続けた理由を、「ここに死んで行く祖父の姿を借りて、氏にのこされた最後の現実の重みが定着されているため」とし、『十六歳の日記』は一見、「喪失の記録」のように見えるが、「実は最後の所有の記録にほかならなかった」と考察して、川端が最後の肉親との情念の中に確実に自分が生きたことを「所有」する思考があったことを指摘している。
竹西寛子は、『十六歳の日記』をその「瑞々しさ」の点で、『伊豆の踊子』と並ぶ作品だと評し、川端の作品に特徴的な姿勢の萌芽がそこに現われているという意味で、「門を閉ざした家で、死期の迫っているただ一人の肉親を看ては中学に通う少年の目には、涙も怒りも眠りもあるのに妥協はなく、当事者でありながら同時に傍観者でありつづけるという目と物との関係は、この日記においてすでに定まっている」と解説している。

## おもな収録刊行本
- 『伊豆の踊子』（金星堂、1927年3月20日）
  - 装幀：吉田謙吉（湯本館の一室「山桜」の欄間の図柄）。B6判。函入。319頁
  - 収録作品：「白い満月」「招魂祭一景」「孤児の感情」「驢馬に乗る妻」「葬式の名人」「犠牲の花嫁」「十六歳の日記」「青い海黒い海」「五月の幻」「伊豆の踊子」
- 『伊豆の踊子』（金星堂、1928年10月5日）
  - ※ 1927年（昭和2年）刊行本の普及版。
- 『抒情哀話 伊豆の踊子』（近代文芸社、1933年4月10日）
  - 口絵写真：田中絹代
  - 収録作品：「伊豆の踊子」「白い満月」「招魂祭一景」「孤児の感情」「驢馬に乗る妻」「葬式の名人」「犠牲の花嫁」「十六歳の日記」「青い海黒い海」「五月の幻」
- 『抒情歌』（竹村書房、1934年12月25日）
  - 装幀：木村荘八。四六判。函入。
  - 収録作品：「抒情歌」「浅草の姉妹」「水仙」「春景色」「青い海黒い海」「寝顔」「伊豆の踊子」「二十歳」「十六歳の日記」
- 『日雀』（新紀元社、1946年4月15日）
  - 装幀：恩地孝四郎
  - 収録作品：「日雀」「母の初恋」「女学生」「燕の童女」「十六歳の日記」「春景色」「抒情歌」
- 『抒情歌』〈創元選書126〉（創元社、1947年11月30日）
  - 装幀：青山二郎。付録：川端康成「あとがき」
  - 収録作品：「十六歳の日記」「伊豆の踊子」「春景色」「抒情歌」「寝顔」「禽獣」「童謡」「日雀」「父の名」
- 『少年』〈人間選書IV〉（目黒書店、1951年4月10日）
  - 装幀：岡鹿之助
  - 収録作品：「十六歳の日記」「伊豆の踊子」「少年」
- 文庫版『伊豆の踊子・温泉宿 他四篇』（岩波文庫、1952年2月。改版2003年9月18日）
  - 装幀：精興社。川端康成「あとがき」。略年譜。
  - 収録作品：「十六歳の日記」「招魂祭一景」「伊豆の踊子」「青い海黒い海」「春景色」「温泉宿」
- 文庫版『伊豆の踊子・十六歳の日記』（講談社文庫、1972年11月）
  - 解説・年譜作成：長谷川泉
  - 収録作品：「伊豆の踊子」「十六歳の日記」
- 文庫版『伊豆の踊子』（集英社文庫、1977年5月30日。改版1993年6月5日）
  - 解説：奥野健男「鮮やかな感覚表現」。橋本治「鑑賞――『恋の垣根』」。年譜。
  - ※ 2008年新装版より、カバー装画：荒木飛呂彦
  - 収録作品：「伊豆の踊子」「招魂祭一景」「十六歳の日記」「死体紹介人」「温泉宿」
- 文庫版『伊豆の踊子・骨拾い』（講談社文芸文庫、1999年3月10日）
  - 装幀：菊地信義。解説：羽鳥徹哉
  - 収録作品：「骨拾い」「日向」「処女作の祟り」「篝火」「十六歳の日記」「油」「葬式の名人」「孤児の感情」「伊豆の踊子」「父母への手紙」「ちよ」
- 英文版『The Dancing Girl of Izu and Other Stories』（訳：J. Martin Holman）（Counterpoint Press、1998年）
  - 収録作品：伊豆の踊子（The Dancing Girl of Izu）、十六歳の日記（Diary of My Sixteenth Year）、油（Oil）、葬式の名人（The Master of Funerals）、骨拾い（Gathering Ashes）、ほか
- ドイツ語版『Tagebuch eines Sechzehnjährigen, eine Auswahl aus dem Werk des Nobelpreisträgers』（訳：オスカー・ベンル）（Nymphenburger Verlagshandlung, (1969)[43]

### 全集収録
- 『川端康成全集第1巻 伊豆の踊子』（新潮社、1969年5月25日）
  - カバー題字：松井如流。菊判変形。函入。口絵写真2葉：著者小影、大雅軼事（富岡鉄斎）
  - 収録作品：十六歳の日記」「招魂祭一景」「油」「葬式の名人」「篝火」「空に動く灯」「蛙往生」「白い満月」「青い海黒い海」「伊豆の踊子」「春景色」「死者の書」「文科大学挿話」「死体紹介人」「温泉宿」「狂つた一頁」
- 『川端康成全集第2巻 小説2』（新潮社、1980年10月20日）
  - カバー題字：東山魁夷。四六判。函入。
  - 収録作品：「十六歳の日記」「招魂祭一景」「油」「葬式の名人」「篝火」「空に動く灯」「非常」「孤児の感情」「蛙往生」「驢馬に乗る妻」「青い海黒い海」「明日の約束」「白い満月」「伊豆の踊子」「春を見る近眼鏡」「文科大学挿話」「伊豆の帰り」「狂つた一頁」「温泉場の事」「祖母」「犠牲の花嫁」「五月の幻」「霰」「南方の火」「椿」「春景色」